# Pryzmat Glana–Taylora

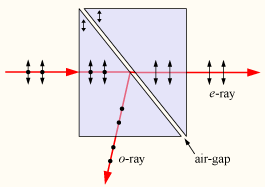
Pryzmat Glana-Taylora odbija światło spolaryzowane prostopadle (do płaszczyzny ilustracji) w wewnętrznej szczelinie powietrznej, przepuszczając tylko składową spolaryzowaną równolegle

Pryzmat Glana–Taylora – pryzmat stosowany jako polaryzator lub polaryzujący dzielnik wiązki.
Jest jednym z najczęściej używanych współcześnie typów pryzmatu polaryzacyjnego. Po raz pierwszy został opisany przez Archarda i Taylora w 1948 roku.

## Konstrukcja
Pryzmat składa się z dwóch prostokątnych pryzmatów kalcytu (lub innych dwójłomnych substancji) oddzielonych na dłuższych bokach szczeliną powietrzną. Osie optyczne kryształów kalcytu są ustawione równolegle do płaszczyzny odbicia światła. Całkowite wewnętrzne odbicie spolaryzowanego prostopadle (z ang. s-polarized) promienia zwyczajnego (o) w szczelinie powietrznej między kryształami zapewnia, że urządzenie przepuszcza tylko światło spolaryzowane równolegle (z ang. p-polarized) promienia nadzwyczajnego (e). 

## Charakterystyka
Ponieważ kąt padania w szczelinie może być dość bliski kątowi Brewstera, niepożądane odbicie światła spolaryzowanego równolegle jest zmniejszone, co daje pryzmatowi Glana–Taylora lepszą transmisję niż w pryzmacie Glana–Foucaulta.
Należy zauważyć, że transmitowana wiązka jest całkowicie spolaryzowana, a odbita wiązka nie. Boki kryształu można wypolerować, aby umożliwić wyjście odbijanej wiązki, lub poczernić, aby ją pochłonąć. To ostatnie zmniejsza niepożądane odbicie Fresnela odrzuconej wiązki. 
Istnieje wariant konstrukcji zwany pryzmatem Glan-laser. Jest to pryzmat Glana–Taylora o ostrzejszym kącie cięcia w pryzmacie, który zmniejsza stratę odbitego promienia kosztem zmniejszonego kątowego pola widzenia. Polaryzatory te są zwykle zaprojektowane tak, aby tolerować bardzo duże natężenia wiązki, takie jak te wytwarzane przez laser. Różnice wykonania obejmują: zastosowanie kalcytu wybranego ze względu na niską utratę rozproszenia, polepszoną jakość połysku, zwłaszcza na bokach kryształu, oraz lepsze powłoki antyodbiciowe. Pryzmaty z progiem uszkodzenia irradiancją większym niż 1 GW/cm2 są dostępne w handlu.